# 1620 جيوغرافوس
1620 جيوغرافوس /dʒiːoʊˈɡræfɒs/ هو كويكب من كويكبات أبولو (فئة فرعية من الكويكبات القريبة من الأرض) عابر لمدار الأرض والمريخ .

## الإكتشاف والتسمية
اكتشف 1620 جيوغرافوس في 14 سبتمبر 1951، في مرصد بالومار من قبل ألبرت جورج ورودولف مينكوفسكي.وقد منح في الأصل التسمية المؤقتة 1951 RA.ومعنى اسمه ، من الكلمة اليونانية التي تعني «جغرافي (geographer)» لتكريم الجغرافيين ومنظمة ناشيونال جيوغرافيك.

## الخصائص
جيوغرافوس هو الجرم الثامن القريب من الأرض الذي يتم رصدة باستخدام الرادار.
جيوغرافوس كويكب من النوع إس وهذا يعني أنه ذو تركيبة صخرية وعاكس للغاية ويتألف من نيكل الحديد مخلوط مع الحديد وسيليكات المغنيسيوم . ويظهر منحنى الضوء سعة عالية، مما يدل على شكله الممدود.
1620 جيوغرافوس كويكب خطر محتمل لأن مسافة تقاطع المدار الدنيا أقل من 0.05 وحدة فلكية وقطره أكبر من 150 متر. مسافة تقاطع المدار الأرضي الدنيا هي 0.0304 أو (4،550،000 كم؛ 2،830،000 ميل).

## اقرأ أيضا
- 2008 TC3 نيزك

## وصلات خارجية
- 1620 جيوغرافوس في قاعدة بيانات مختبر الدفع النفاث لأجرام النظام الشمسي الصغيرة

- الاكتشاف · مخطط المدار ·  العناصر المدارية · المعلمات المادية

- NASA Asteroid Radar Research - Radar-Detected Asteroids: 1620 Geographos
- Large amplitude fast rotator (Yahoo Groups)